# Atherton (California)
Atherton es un pueblo en el condado de San Mateo, California, Estados Unidos. La población era 7.194 en el censo 2000.

## Historia
En 1866, Fair Oaks (Atherton) era una parada en la línea de la costa de California del ferrocarril pacífico meridional entre San Francisco y San José para ayudar los dueños de los estados grandes que vivieron al norte de Menlo Park. El área entera fue llamada Menlo Park. Había sido parte del Rancho de las Pulgas, que había cubierto la mayor parte del área, que ahora es la zona meridional del condado de San Mateo. Habo varias tentativas de incorporar Fair Oaks, una en 1874 y otra en 1911.

## Geografía
Atherton está situada a 37° 27″ N, y 122° 12″ O (37.458615, -122.200099). Según la oficina de censo de Estados Unidos, la ciudad tiene un área total de 12.8 km²; de esta área, 12,7 km² son de tierra y 0.1 km² (0,61%) son de agua. Atherton está a 3 km al sureste de Redwood City (California) y a 30 km al noroeste de San José (California). La ciudad se considera parte del área metropolitana de San Francisco.

## Demografía
A la fecha del censo 2000, había 7194 personas, 2413 casas y 1983 familias que residían en la ciudad. La densidad demográfica era de 566,9 hab./km². Había 2505 unidades de cubierta en una densidad media de 197,4 hab./km². La división racial de la ciudad era 
- 83,36% blancos,
- 10,79% asiáticos,
- 5,88% hispanos o latinos de cualquier raza,
- 3,57% de mezcla de dos o más razas,
- 1,90% de otras razas,
- 0,80% afroamericanos,
- 0,52% isleños del Pacífico,
- 0,27% nativos americanos.

La renta percápita en esta ciudad asciende a $112,408, lo que la convierte en la 3ª mejor situada del estado.

## Educación
Entre las escuelas públicas de Atherton; Encinal, Las Lomitas, y Laurel son escuelas primarias, mientras que Selby Lane es una escuela primaria elemental y secundaria media. Menlo-Atherton es una High School preparatoria. Entre las escuelas privadas de la ciudad, la Sacred Heart Lower and Middle Schools es una escuela primaria elemental y secundaria media, la escuela de Menlo es una secundaria media y High School preparatoria, y la Sacred Heart Preparatory es una High School preparatoria. La universidad de Menlo es una universidad de cuatro años y también privada.
Las escuelas primarias y medias públicas del Distrito Escolar de Redwood City sirven una parte de la ciudad.

La Biblioteca del Condado de San Mateo tiene la Biblioteca de Atherton.